# Alviks Torn

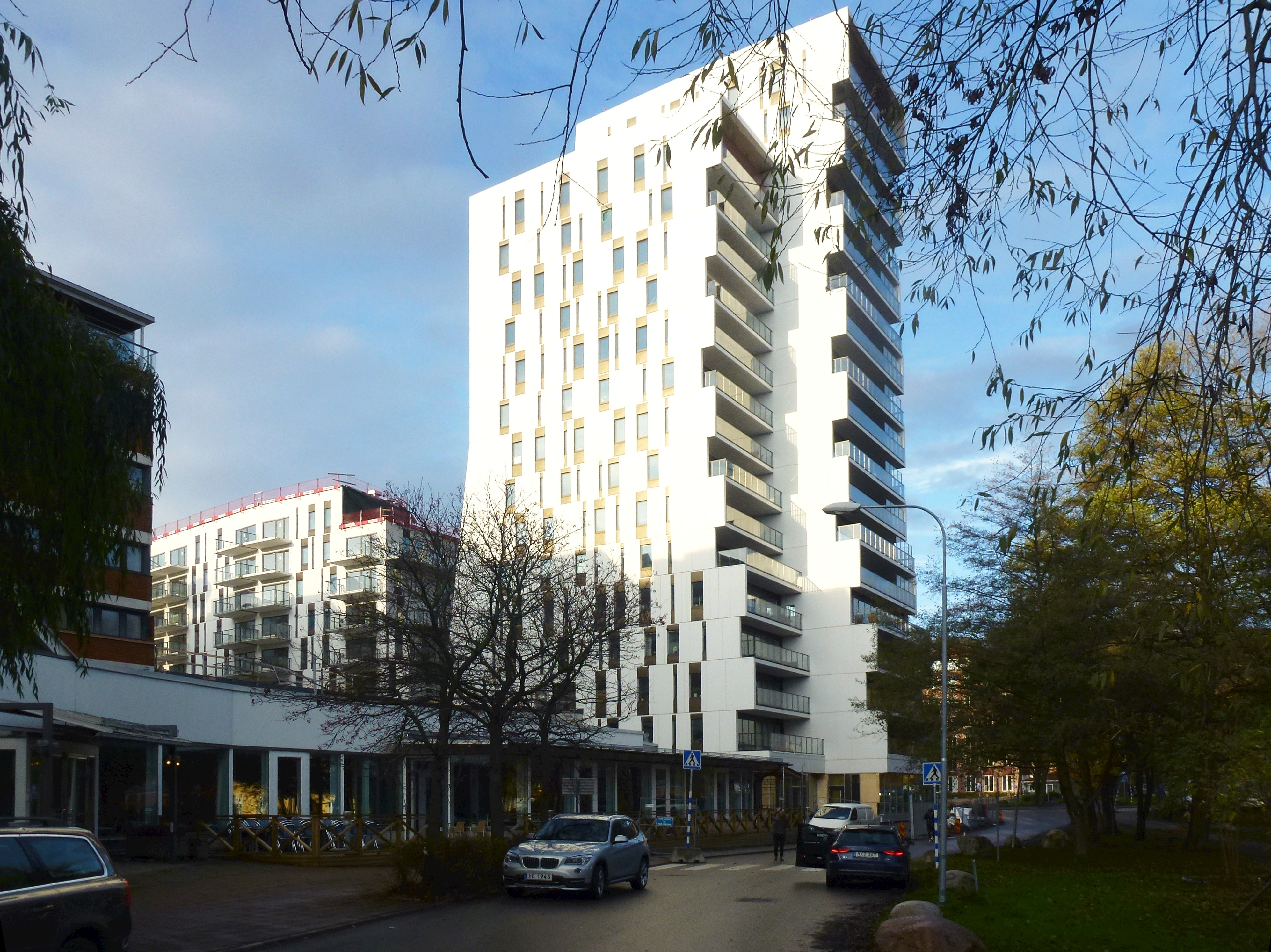
Alviks Torn i november 2014. Husen har skulptural och spännande arkitektur. Fasaderna är klädda med terrazzo och vit cement.

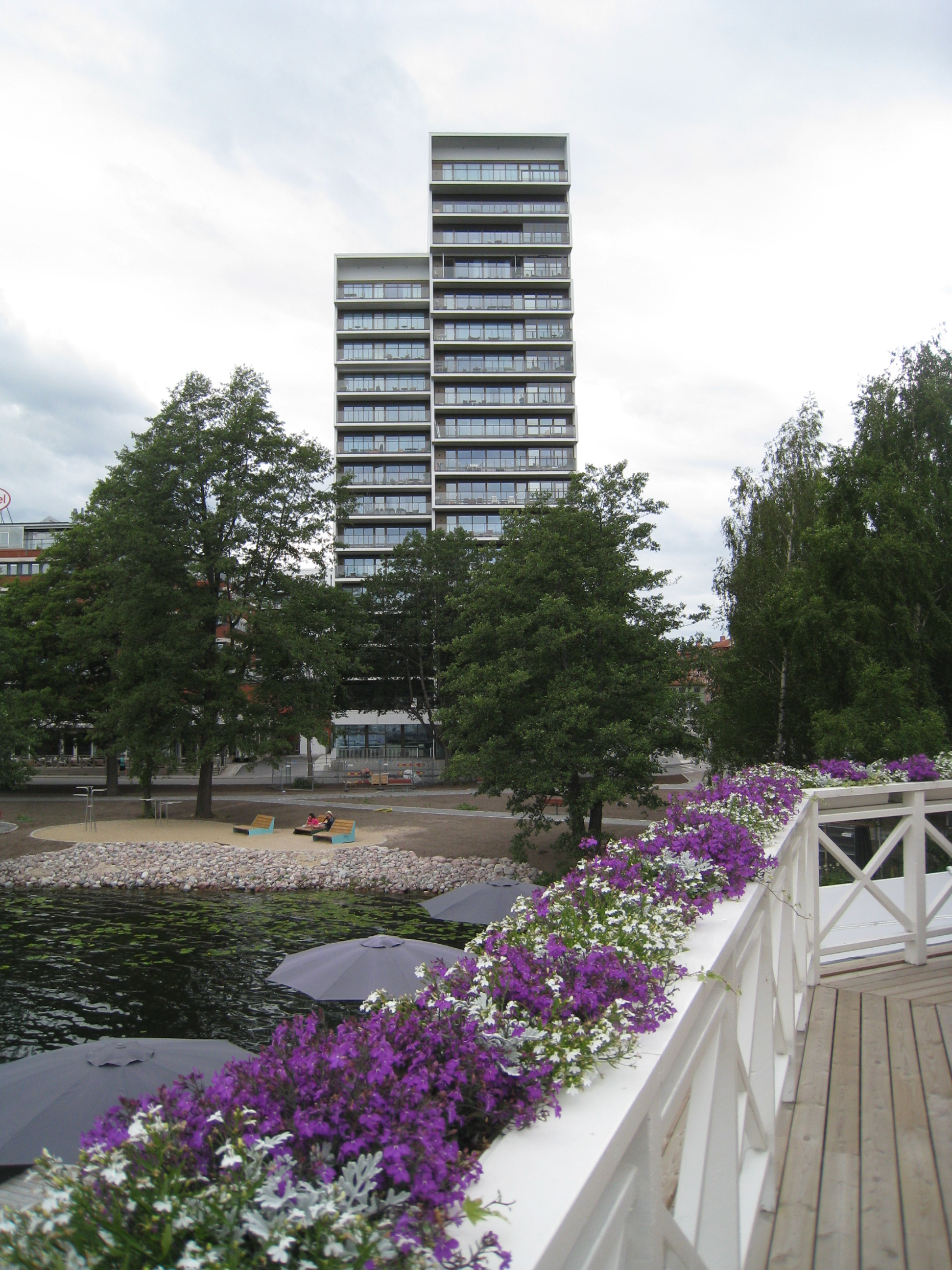
Alviks Torn, vy från Alviks strand, juli 2017.

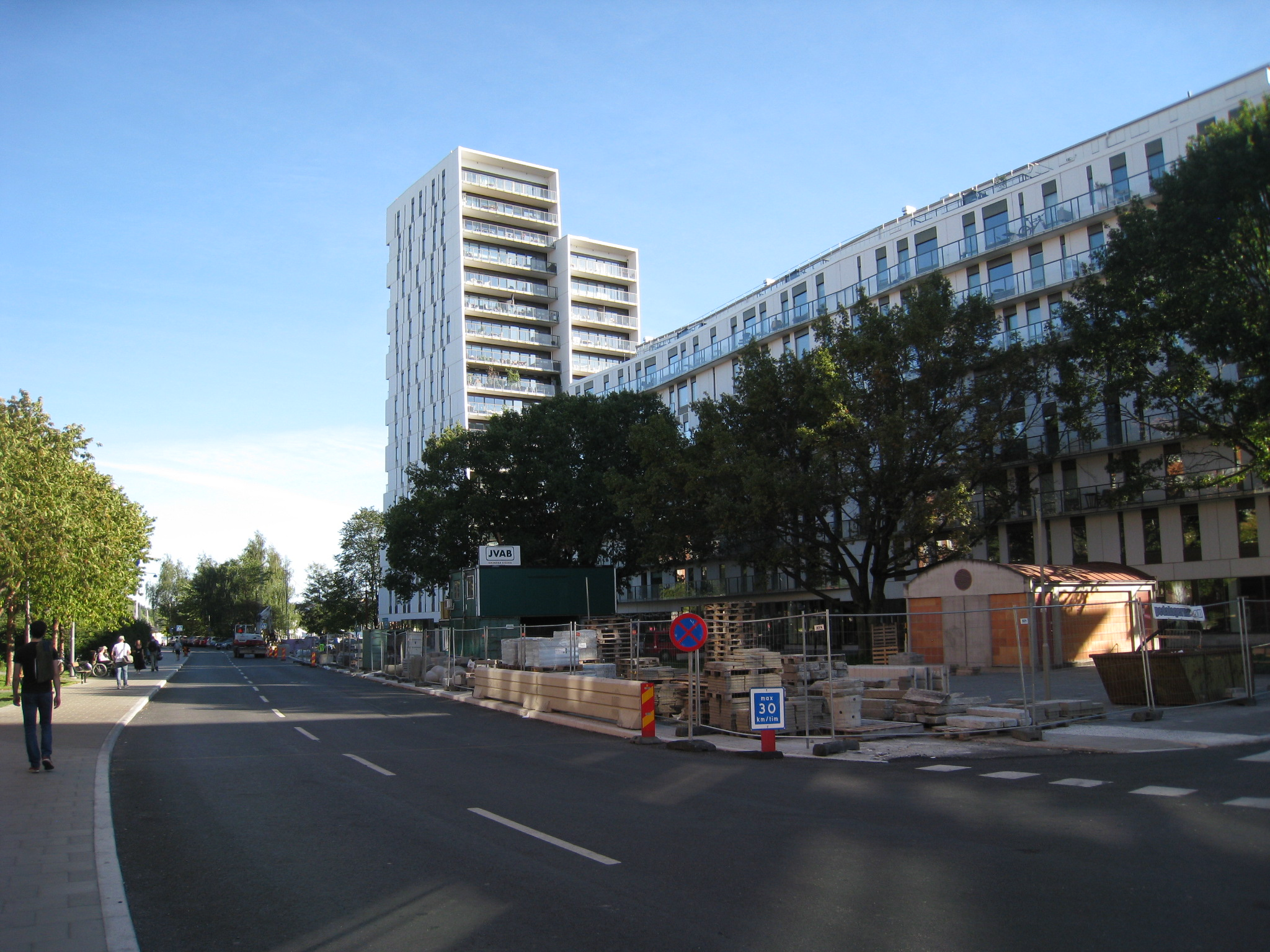
Alviks Torn i kvarteret Racketen, Gustavslundsvägen 149 vid Alviks strand.

Alviks Torn är ett bostadskvarter som byggts av Peab vid Gustavslundsvägen 149 vid Alviks strand i Bromma i Västerort inom Stockholms kommun.
Kvarteret Racketen i Alvik består av ett höghus, ett bostadshus på 18 våningar, och ett L-format bostadshus på 9 våningar och ett garage på 3 våningar. Höghuset, som invigdes december 2014, är med sina 18 våningar fördelat på 56,7 meter Västerorts högsta bostadshus.

## Bakgrund

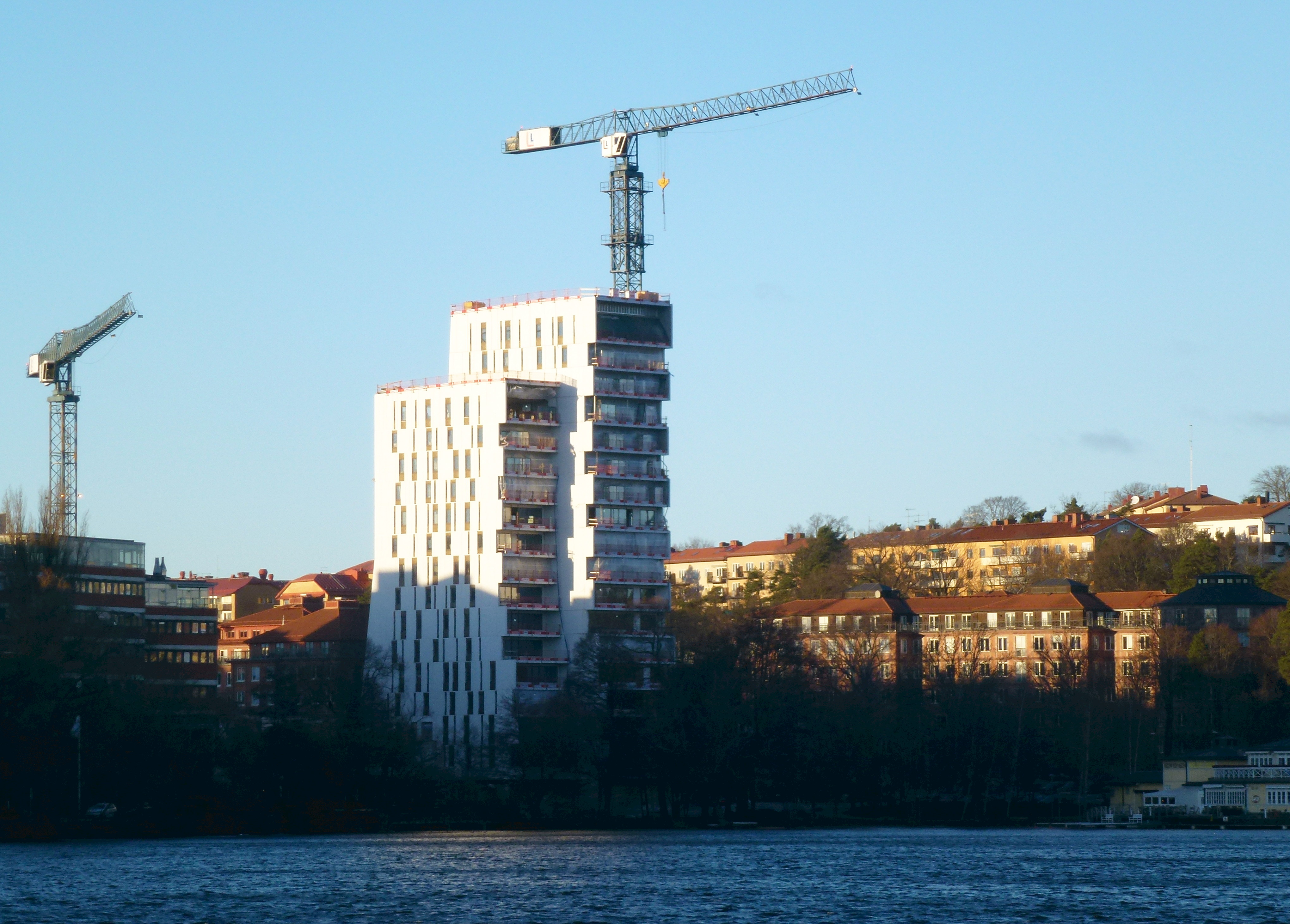
Alviks Torn under uppförande i december 2013.

Inför byggnadsplanerna av Alviks Torn bereddes ärendet av byggnadsnämnden. Det föredragande borgarrådet Regina Kevius anförde följande i ärendet för detaljplanen för kvarteret Racketen 11 m.fl. i stadsdelen Alvik, Detaljplan Dp 2009-06788-54 (Utlåtande 2012:3 RIII (Dnr 311-2115/2011):
"Detaljplanen innebär att befintliga parkeringsdäck på Racketen 11 rivs och ersätts med ca 150 lägenheter i två nya bostadshus med kommersiella lokaler i bottenvåningen; ett högre hus i 18 respektive 15 våningar och ett lägre hus i 8 våningar. Utformningen har tagits fram genom parallella uppdrag för att säkerställa hög arkitektonisk kvalitet och en övertygande helhetsgestaltning. Läget är utmärkt mellan Alviks torg och vattnet, med vidsträckt utsikt och goda kommunikationer. Genom denna förnyelse kommer södra sidan av Gustavslundsvägen att omvandlas från ett slitet verksamhetsområde till högklassig stadsbebyggelse. Jag är förvissad om att detta kommer att bidra positivt till den framtida utvecklingen av denna del av staden och föreslår att kommunfullmäktige antar detaljplanen."

## Arkitekturen och fasaderna
Byggnaden är ritad av C.F. Møller Architects, som med Alviks Torn har byggt "ett modernt och attraktivt boende i en natur- och kommunikationsnära miljö". Entreprenör är Peab AB och konstruktör Sweco.
Inför byggnationen av kvarteret Racketen utlystes en arkitekttävling och det vinnande förslaget föll på C.F. Møller Architects. Valet föll på deras nästintill skulpturala torn och bostäder präglade av ljus och spännande vinklar. Höghuset och det intilliggande kvarteret med bostäder i nio våningar har blivit ett ljust och spännande inslag i miljön.
Arkitekturen är modern och fasaderna är klädda med terrazzo och vit cement. Terrazzon är en konststen, som framställs av krossad marmor eller även av hårdbergarter och cement. Terrazzo, även cementmosaik eller konstbetong, består av en gjuten cementpasta och något färgat material av sten. Den används som billig granitimitation, som mosaikimitation vid invändig dekorering och till golvbeläggning. I bottenvåningen ska det bli restauranger och butiker. Innergården ska också bli en stor grönskande plats. I själva tornet har de största lägenheterna utsikt i flera väderstreck. I de lägre husen finns etagelägenheter med både terrass och balkong. Lägenheterna har väl genomtänkta planlösningar.  Lägenheterna har också hiss som går direkt ner i garaget.

## Beskrivning av husen
Alviks Torn består av två byggnader, 18 våningar respektive 9 våningar höga. Totalt är det 151 lägenheter. På de tre översta våningarna finns det bara en enda lägenhet per våningsplan. De är på 178 kvadratmeter och har balkonger i två väderstreck. De första lägenhetsinnehavarna flyttade in i Alviks Torn i månadsskiftet september-oktober 2014. 
Med sina arton våningar är nu Alviks Torn Västerorts högsta bostadshus. Genom ett nära samarbete med Stockholms stad, som delade arkitekternas vision om att utnyttja marken och skapa bostäder för många, blev det möjligt att bygga så pass högt. Genom att bygga högt på en lågt utnyttjad markplätt och skapa en attraktiv bostadsmiljö har Peab bidragit till att möta efterfrågan på citynära bostäder.

## Alviks Torn som landmärke
Det höga bostadshuset är väl synligt över Essingefjärden och från Stora Essingen, Tranebergsbron samt Fredhäll. Det är därmed ett landmärke för Alviks strand och Alvik. Byggnadens fasader är klädda av terrazzoskivor i vit cement. Enligt byggnadens arkitekter har tornets form "inspirerats av de skarpa klippformationer som reser sig ur Mälarens vatten". Totalt är det 151 lägenheter i det nya bostadskvarteret. Längst ner i 18-våningshuset kommer det att finnas en restaurang.
Den översta våningen såldes 2014 till ett par för 17,4 miljoner kronor. De köpte hela våningsplanet. Från våning 18 har man en unik vy, man ser Lilla Essingen, Hötorgsskraporna, Kaknästornet och NK-klockan och långt borta Globen.